# دارنيل ديفيس
دارنيل ديفيس (بالإنجليزية: Darnell Davis)‏ هو كاتب أغاني أمريكي، ولد في 1 أبريل 1975 في منيابولس في الولايات المتحدة.